# Promnitz und Kleinkuppenlandschaft bei Bärnsdorf
Promnitz und Kleinkuppenlandschaft bei Bärnsdorf este o arie protejată (arie specială de conservare — SAC, sit de importanță comunitară — SCI) din Germania întinsă pe o suprafață de 137 ha, integral pe uscat.

## Localizare
Centrul sitului Promnitz und Kleinkuppenlandschaft bei Bärnsdorf este situat la coordonatele 51°10′22″N 13°44′25″E / 51.1728°N 13.7403°E.

## Înființare
Situl Promnitz und Kleinkuppenlandschaft bei Bärnsdorf a fost declarat sit de importanță comunitară în iunie 2002 pentru a proteja 2 specii de animale. Situl a fost protejat și ca arie specială de conservare în aprilie 2011.

## Biodiversitate
Situată în ecoregiunea continentală, aria protejată conține 6 habitate naturale: Lacuri eutrofice naturale cu vegetație de tip Magnopotamion sau Hydrocharition, Cursuri de apă de la nivel de câmpie la nivel montan, cu vegetație Ranunculion fluitantis și Callitricho-Batrachion, Liziere de ierburi înalte hidrofile de câmpie și de nivel montan până la alpin, Fânețe de joasă altitudine (Alopecurus pratensis, Sanguisorba officinalis), Păduri de stejar sau de stejar și carpen sub-atlantice și medio-europene de Carpinion betuli, Păduri de stejar și carpen Galio-Carpinetum.
La baza desemnării sitului se află mai multe specii protejate:
- mamifere (1): vidră de râu (Lutra lutra)
- nevertebrate (1): phengaris nausithous (Maculinea nausithous)